# Aleix Clapés

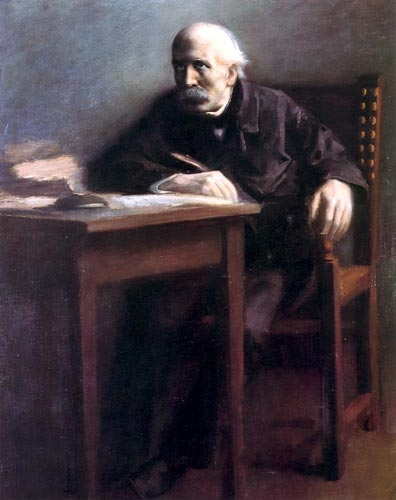
Josep Maria Bocabella, olio di Aleix Clapés.

Aleix Clapés i Puig (Vilassar de Dalt, 1850 – Barcellona, 1920) è stato un pittore spagnolo.

## Biografia
Formatosi a Reus e nella Escuela de la Llotja di Barcellona, fu discepolo di Eugène Carrière a Parigi e praticò la pittura murale a Roma.
Amico personale di Antoni Gaudí, lavorò nella decorazione di diverse sue opere, come il Palazzo Güell e la Casa Milà, dove decorò gli ingressi con Xavier Nogués. Sviluppò uno stile espressionista personale e tenebroso, anticipando James Ensor.
Disegnò, anche,  mobili modernisti (Casa Ibarz, attualmente nella Casa-Museo Gaudí). Diresse la rivista Hispania di cui era proprietario.